# 단동십훈
단동십훈(檀童十訓)이란, 영유아들의 놀이인 '짝짜꿍'이나 '도리도리'가 사실은 한자어 작작궁(作作弓), 도리도리(道理道理)이며 모종의 심오한 뜻을 가진다는 주장으로, 일부 증산도와 환단고기 추종자들이 유포하고 있다.
글자를 풀이하자면 "단군왕검의 혈통을 이어받은 아이들이 익혀야 할 열 가지 교훈"이라는 뜻으로, 그들의 주장에 따르면 "단군시대부터 전래된 가르침이며 '도리도리', '곤지곤지', '지암지암(잼잼)', '짝자쿵(작작궁)' 등의 놀이로 아기의 인지를 발달시키는 놀이이기도 하다. 아기의 운동 기능과 뇌신경 발달을 돕고 소근육의 발달을 촉진하는 과학적인 놀이이다. 단동십훈을 통해 아기는 걸음마 연습, 주먹 쥐기, 손바닥 찧기, 고개 흔들기, 손뼉 치고 춤추기를 배운다. 그 음에도 깊은 뜻이 담겨있는데 예를 들어 도리도리는 고개를 좌우로 살피면서 만물의 이치와 사람된 도리를 알라는 뜻이다"라고 한다.
그러나 이는 상당히 어설프게 지어낸 이야기다.
1) 수천 년의 세월이 지나면 말과 글자는 완전히 변화하여 소통이 불가능할 정도가 된다. 4300년 전의 말과 글이 지금까지 이어진다는 것은 그 자체로 불가능한 이야기다.
2) 단군이 탄생했다고 주장되는 시기(BC. 2333)에는 한반도에 한자가 전래되지 않았다. 한자어로 된 단동십훈을 만드는 것은 불가능했다.
3) 당시에는 한자의 뜻이 지금과는 달랐다. 단동십훈에서 주장하는 한자의 뜻은 모두 오늘날의 뜻을 기준으로 하고 있다. 특히 '도(道)'나 '리(理)' 같은 글자가 지금과 같은 의미를 지닌 것은 적어도 춘추전국시대에 제자백가의 사상이 등장한 이후이다.
4) 단동십훈의 내용은 도교, 유교에서 사용되는 개념들을 상당히 담고 있다. 예컨대 '태극', '음양의 조화', '천지의 합일'이 그러한데 이는 모두 제자백가의 출현 이후에 등장하는 개념으로 단군 시대에는 존재하지 않았다.
사실 위의 모든 오류들을 아무렇지 않게 범하는 것은, 증산도와 환단고기 추종자들이 "한자는 한민족이 만들었고, 제자백가의 사상도 한민족이 만들었고, 중국보다 훨씬 이전에 그런 것을 만든 초고대 한민족 문명이 존재했다"라고 믿기 때문이다. 즉, 일반인들은 받아들이지 않는 환상에 근거하여 생각하기 때문에 이처럼 상식에 부합하지 않는 이야기를 만든 것이다.
참고로 증산도는 동학의 영향을 크게 받은 도교 계열의 민족주의적 신흥종교로 1974년 충청도에서 창시되었다. 그들은 궁(弓) 이라는 글자에 특별한 의미를 부여한다는 특징이 있다. 그 뜻은 그때그때 다르지만 대체로 '천지만물의 신통한 조화, 합일' 정도의 의미이다. 하지만 일반적인 한문 용법에서 궁(弓)은 '활'이라는 의미를 가질 뿐, 그 이상의 의미는 없다.
동학 창시자 최제우는 궁궁을을(弓弓乙乙)이 신묘한 주문이라고 생각하여, 위 주문을 적은 부적을 태워서 물에 말아 먹으면 일본군의 총알이 피해갈 것이라고 믿기도 하였다. 이러한 생각이 동학의 영향을 받은 증산도에 전래되고, 증산도가 환단고기를 정설로 받아들이면서 "짝짜꿍"이 "작작궁"이라는 해석을 붙이기에 이른 것이다.
하지만 앞서 언급했듯이 이는 아무런 문헌적, 국어학적 근거가 없는 가짜 정보다. 단지 증산도와 환단고기 추종자들이 자신들의 사상을 은연중에 퍼트리기 위하여 이를 '말의 유래에 관한 지식'으로 가장하여 일반인들에게 유포하였고, 일반인들이 무분별하게 받아들여 더욱 퍼져나가게 되었을 뿐이다. 짝짜꿍과 도리도리 등은 어린아이를 달랠 때 사용되는, 특별한 의미가 없는 순우리말 표현이다.
아래는 그들이 주장하는 단동십훈의 10가지 구체적인 의미이다.

## 불아불아(弗亞弗亞)
'불(弗)'이란 기운이 하늘에서 땅으로 내려오는 것이고 '아(亞)'란 땅에서 하늘로 올라가는 형상이다.
이처럼 기운이 순환하여 무궁무진한 생명력의 발현인 아이의 자기 존중심을 키우려고 허리를 잡고
좌우로 흔들면서 하는 말이 '불아불아'다. 자기 존중심이야말로 사람이 스스로를 살게 만드는 힘의
근원임을 가르치는 것이다.

## 시상시상(侍想侍想)
사람의 형체와 마음은 태극(太極)에서 받았고, 기맥(氣脈)은 하늘에서 받았고, 신체는 지형에서 받은
것이므로 아이의 한 몸이 작은 우주(宇宙)다. 그 때문에 우주를 몸에 모신 것이니 매사에 조심하고
하늘의 뜻, 우주의 섭리에 순응하라는 의미에서 아이가 앉아 몸을 앞뒤로 끄덕이게 하는 것이다.
그만큼 몸을 귀히 여겨 함부로 하지 말라는 뜻이다.

## 도리도리(道理道理)
머리를 좌우로 흔들듯 이리저리 생각해 하늘의 이치와 천지 만물의 도리를 깨치라는 것이다.

## 곤지곤지(坤地坤地)
오른손 집게손가락으로 왼쪽 손바닥을 찍는 시늉을 하며 '땅=곤(坤)'의 의미를 깨닫게 하는 것이다.

## 잼잼(지암지암,持闇持闇)
두 손을 쥐었다 폈다 하면서 "쥘 줄 알았으면 놓을 줄도 알라"는 깨달음을 은연중에 가르치는 것이다.
손이 간신히 들어갈 만큼 가는 병목을 가진 병 속에 든 쌀을 한 줌 손에 쥐고 빼내려면 다시 쥔 것을
내려놓지 않고선 결코 손을 뺄 수 없는 법! 결국 쥔다고 다 내 것이 아님을 알리는 것이다.

## 섬마섬마(서마사마,西摩西摩)
남에게 의존하지 말고 스스로 일어서 굳건히 살라는 뜻에서 아이를 손바닥 위에 올려 세우는 시늉을
하는 것이다.

## 어비어비(업비업비, 業非業非)
아이가 해서는 안 될 것을 이를 때 하는 말로, 커서도 일함에 도리와 어긋남이 없어야 함을 강조한
말이다.

## 아함아함(亞含亞含)
손바닥으로 입을 막는 시늉을 하는 것으로, 두손을 모아 입을 막은 '아(亞)'자의 모양처럼 입조심하라는
뜻이 내포된 것이다.

## 짝짜꿍 짝짜꿍(작작궁 작작궁,作作弓 作作弓)
음양의 결합, 천지의 조화 속에 흥을 돋우라는 뜻에서 두 손바닥을 마주치며 박수를 치는 것이다.

## 질라아비 휠휠(지나아비 활활의,支娜阿備 活活議)
아이의 팔을 잡고 영과 육이 고루 잘 자라도록 기원하고 축복하며 함께 춤추는 모습이다. 결국 천지자연의
모든 이치를 담고 지기(地氣)를 받은 몸이 잘 자라나서 작궁무(作弓舞)를 추며 즐겁게 살라는 것이다.